# Mycteroperca prionura
Mycteroperca prionura је зракоперка из реда Perciformes. 

## Угроженост
Ова врста је на нижем степену опасности од изумирања, и сматра се скоро угроженим таксоном.

## Распрострањење
Мексико је једино познато природно станиште врсте.
ФАО рибарска подручја (енг. FAO marine fishing areas) на којима је ова врста присутна су у источном централном Пацифику.

## Популациони тренд
Популација ове врсте се смањује, судећи по расположивим подацима.

## Станиште
Станиште врсте су морски екосистеми.